# アルトゥール・レヴィン＝フィンケ
アルトゥール・レヴィン＝フィンケ（Arthur Lewin-Funcke、1866年11月9日 - 1937年10月16日）は、ドイツの彫刻家、彫金家である。

## 略歴
現在のドレスデンのNiedersedlitzで生まれた。象牙の調度品の彫刻職人の弟子になった後、ベルリンの工芸学校で学び 、1890年から1895年の間はベルリンの美術アカデミーで、エルンスト・ハーター(Ernst Gustav Herter: 1846-1917)やゲルハルト・ヤネンシュ(Gerhard Janensch: 1860-1933)、アルベルト・ヴォルフ(Albert Wolff: 1815-1892)に学んだ。1895年にローマへの奨学金の得られるコンクールに優勝し、2年間、ローマで修行し 、フランスにも旅した。1899年に大ベルリン美術展(Große Berliner Kunstausstellung)に出展した。はじめ父親の姓のレヴィンを名乗っていたが、後に母親の姓のフィンケを付加してレヴィン＝フィンケの名前で活動した。
1900年から再びパリに出て、アカデミー・ジュリアンでドニ・ピュエッシュに学んだ。1901年にベルリンに美術学校(Studienateliers für Malerei und Plastik)を設立し、この学校を1934年まで運営した。この学校で学んだ学生にはパウル・シトロエン(Paul Citroen)やデーヴィド・フリードマン(David Friedmann)、シャルル・ユグ(Charles Hug)、ケーテ・コルヴィッツ、フェリックス・ヌスバウムらがいる。
1903年に音楽家のFranz Poenitzの娘と結婚し、4人の子供が生まれ、1909年に生まれた アンドレアス・フンケ(Andreas Funcke)は画家になった。
1905年の大ベルリン美術展で金メダルを受賞し、1913年にアカデミーの教授の称号を得た。1937年にベルリンで没した。
彫刻家としては人物像を制作した。ベルリンに設置されたルターと弟子たちの像など、レヴィン＝フィンケの制作した多くの金属像は、第二次世界大戦中に軍需品の材料とするために接収され溶解され失われた。

## 作品

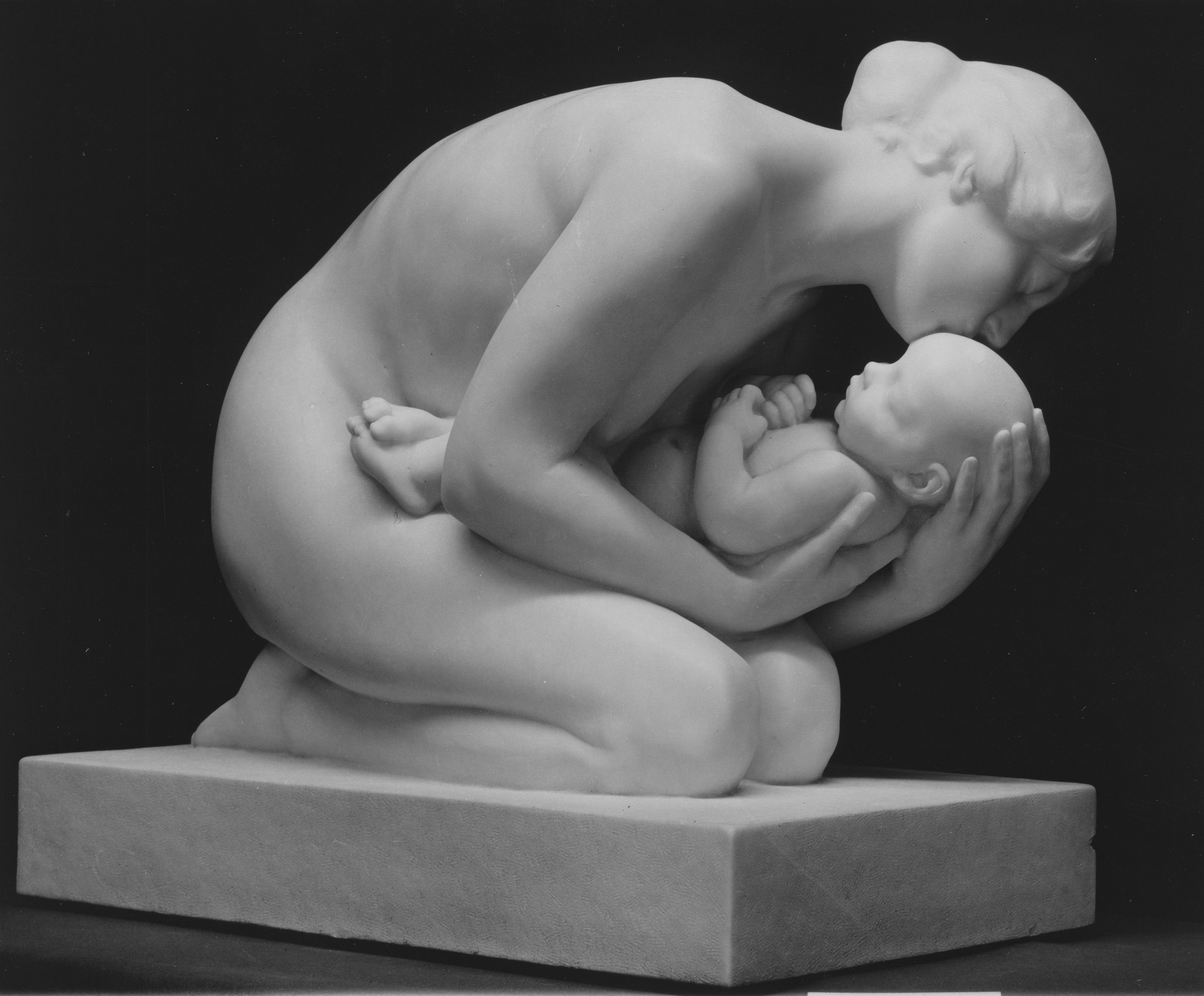
母親 、メトロポリタン美術館蔵
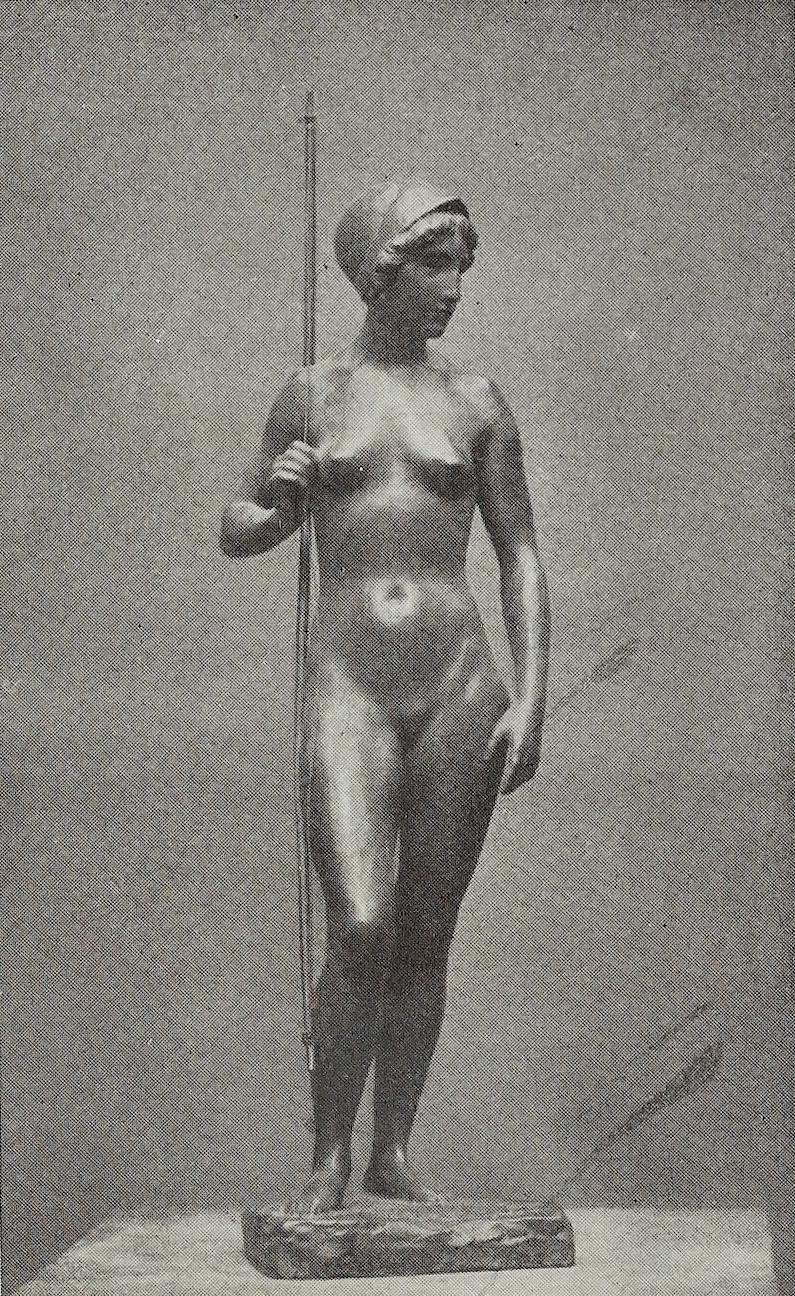
ディアーナ、 (1914年）
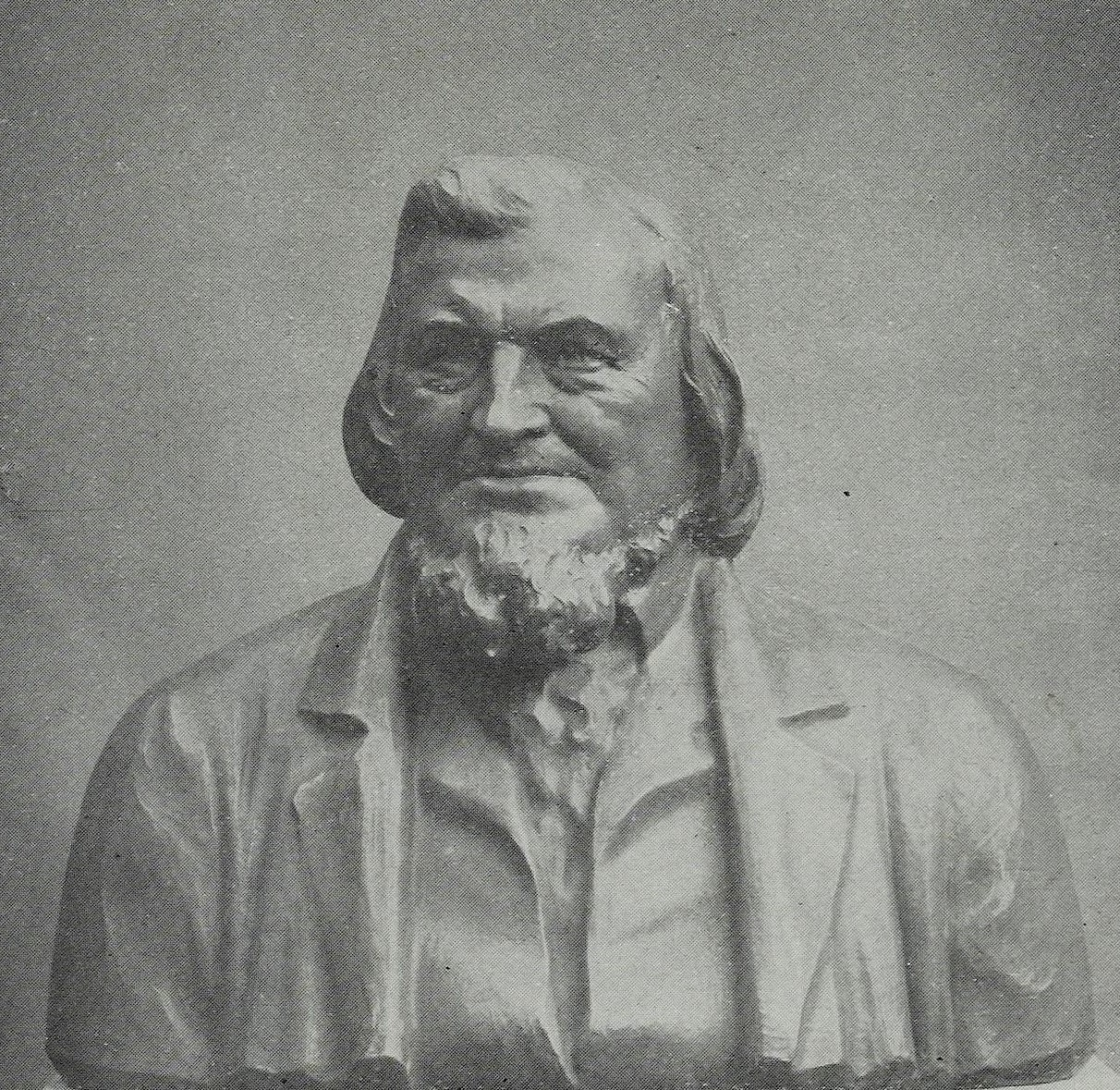
アウグスト・ハインリヒ・ホフマン・フォン・ファラースレーベンの胸像、(c.1916)
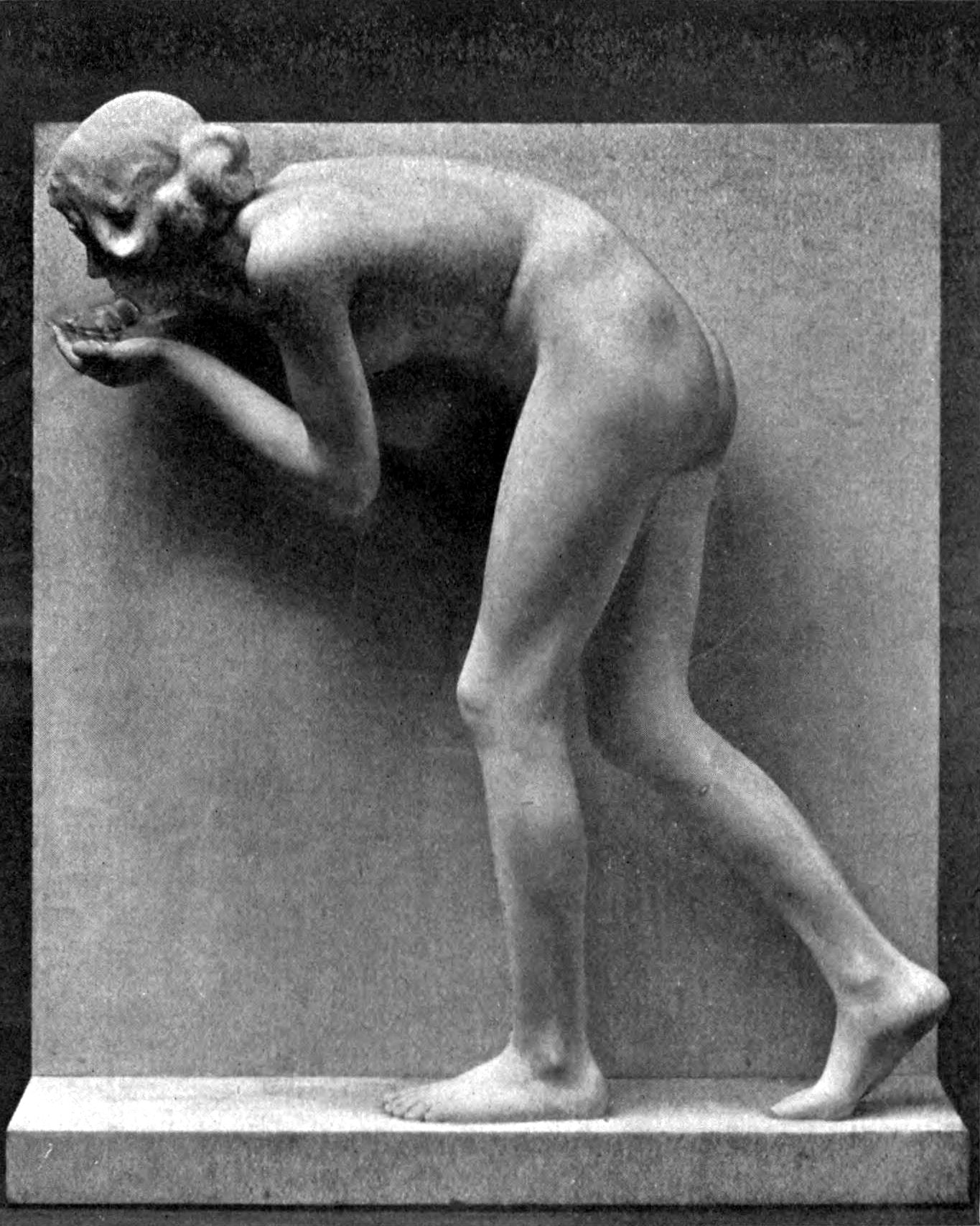